# 岩田みゆき
岩田 みゆき（いわた みゆき、1992年6月14日 - ）は、愛知県出身の元女子競輪選手。現役時代は日本競輪選手会愛知支部所属、ホームバンクは豊橋競輪場。日本競輪選手養成所（以下、養成所）第120期生。師匠は鈴木伸之（87期）。

## 経歴
小学校5年からソフトボールに打ち込んだ。
甲賀健康医療専門学校時代にはU-19日本代表として第9回世界ジュニア選手権で準優勝となるなど実績を残した。その後、シオノギ製薬に入団し選手として活動していたが2018年に引退。黒河内由実に誘われる形で自転車競技をはじめ、豊橋競輪が実施するガールズケイリン育成プロジェクトに参加。
2020年1月16日、養成所第120回適性試験に合格。養成所競走成績は20位（1勝）。
2021年5月8日、名古屋競輪場でデビューし6着となった。
競走成績不振により、2023年上期の時点で競走得点が3期連続47点未満となったため代謝制度の候補選手となった。同年6月24日から26日にかけて行われた名古屋FIでの結果次第では代謝制度の対象から外れる可能性もあったがそれは叶わず、最終日第5レース（一般）で4着となったのがラストレースとなった。
2023年7月11日、選手登録消除。通算戦績は137戦0勝（最高位は2着が4回）。